# Клод Бернар
Клод Бернар (фр. Claude Bernard; Сен Жилијен, 12. јул 1813 — Париз, 10. фебруар 1878) је био француски физиолог и лекар који се бавио истраживањем, секреције (излучивања) органа за варење, улогом јетре у метаболизму гликогена, дејства угљен-моноксида и курареа на живе организме, поремећаја у организу код дијабетеса.... Сва своја истраживања заснивао је на примени метода експерименталне медицинске физиологије. Познат је и по Клод Бернар-Хорнеовом синдрому. Радио је на Сорбони и у Националном музеју за историју природе -Француске,(фр. Muséum d’Histoire Naturelle). На његов рад утицао је Артур де Бретањ. Сматра се и оснивачем експерименталне медицинске физиологије.

## Биографија
Клод Бернар је рођен 12. јула 1813. у малом селу Сен Жилијен. Његов отац је био произвођач вина. Прво образовање Бернар добија у школи језуита у Вилафрешу а затим у Краљевском колеџу у Туасеју. Са 16 година одлази у Лион, где обавља дужности помоћника а нешто касније и асистента у апотеци »МИЛЕТ«, власника Louis-Joseph-Marie (MILLET). Као апотекарски помоћник он све слободно време посвећује писању састава, водвиља и комедија, а почетни успеси које је имао усмеравају га на писање драме и пет прозних дела. Са писаним препорукама од свог послодавца, за чувеног критичаре тог времена Сен-Марк Гирардена (фр. Saint-Marc GIRARDIN) и библиотекара Луја Филипа (фр. Louis Philipe), стиже у Париз. 
Понекад га описују као агностика, а његове колеге га чак и духовито називају „великим свештеником атеизма“. Упркос томе, након његове смрти кардинал Фердинанд Донет је тврдио да је Бернард био ватрени католик, са биографским записом у Католичкој енциклопедији. Његово слободно време било је посвећено композицији водвиљске комедије, а успех који је постигао подстакао га је да покуша да изведе прозу драме у пет чинова, Артура де Бретања.

Његова књижевна дела нису добро прихваћене у позоришту и на савет Гирардена уписује Медицински факултет у Паризу;
Ви сте доста напредовали у апотеци, држите се медицине а литературу користите за сате доколице.Saint-Marc GIRARDIN
 Клод Бернар је дипломирао на студијама медицине 1843. али се нерадо бавио болесницима, већ показује интеросавање за лабораторијски рад и истраживања у физиологији. Између 1840. и 1850, имао је прилику да постане истраживач на институту за физиологију заједно са физиологом Франсоа Магендиеом. Године 1847. именован је за заменика Франсоа Магендиеа као професор за експерименталну медицину, а 1848. постаје први председник Друштва за биологију у знак признање за његово откриће дигестивне функције панкреаса. Код својих студената настојао да развије истраживачки дух и потребу за стални рад на новим идејама у науци. Мегандие му је једном приликом одао признање речима; 
Моја столица на Француском Колеџу је Ваша, ја знам да са Вама она неће пасти на колевку.— François MAGENDIE
Године 1845, он се оженио са Бернар Франсоа Мари, а њен мираз му је помогао да настави финансирање својих експеримената. Бернар је своју каријеру највише посветио физиологији. Године 1847, постављен је за Магендијевог заменика професора на колеџу, а 1855. године га је наследио као редовни професор. Године 1860, Бернард је изабран за међународног члана Америчког филозофског друштва. Његово поље истраживања се у то време сматрало инфериорним, лабораторија која му је додељена била је једноставно „обичан подрум“. Нешто раније Бернард је изабран за првог наставника новоосноване катедре за физиологију на Сорбони, али му лабораторија није дата на коришћење. Он је био је професор на Француском Колеџу Сорбона, а затим у Националном музеју за историју природе (Француске). Луј Наполеон је био тај који је, након интервјуа с њим 1864. године, поправио његове неадекватне радне услове, изградивши лабораторију у Националном природњачком музеју у Ботаничкој башти. У исто време, Наполеон III је успоставио професорско место које је Бернард прихватио, напуштајући Сорбону.
Када је умро 10. фебруара 1878. године, приређена му је јавна сахрана – част коју Француска никада раније није указивала човеку науке. Он је сахрањен на гробљу Пер Лашез у Паризу.

## Артур де Бретањ
Са 19 година Клод Бернар је написао аутобиографску прозу у пет чинова под називом Артур де Бретањ, која је објављена тек након његове смрти. Друго издање појавило се 1943.

## Дела
Клод Бернар је у току својих истраживања много примењивао методу експерименталног рада и открио је;
- Улогу секреције панкреаса у варењу масти (1848),
- Улогу јетре у лучењу сокова за варење и метаболизму шећера у крви (1848), ,
- Повећање температуре коже након дејства симпатикуса (1851),
- Улогу јетре у метаболизму глукагона (1855)

Његово истраживање у области индукције дијабетеса путем инјекције кроз под лобање у област 4. коморе, била су значајна за истраживања везана за његову хипотезу о утицају психичких и нервних чинилаца на лучење сокова за варење и настанак дијабетеса. Касније се испоставило да толеранција на глукозе није одржива, што је био резултат ослобађање адреналина услед стимулације симпатичког нервног система
Бернар изолује гликоген из јетре (1857), открива специфичности дејства курареа на појаву парализе неуро-мишићних завршетака (1856) и доказује да угљен-моноксид блокира дисање у еритроцитама, и помера криву засићења хемоглобина улево 1857).
Треће истраживање резултирало је открићем вазомоторног система. Године 1851, док је испитивао ефекте температуре различитих делова тела секцирањем нерва или припадајућих нерва, приметио је да подела цервикалног симпатичког нерва доводи до активније циркулације и снажније пулсације артерија у одређеним деловима главе, а неколико месеци касније приметио је да електрична ексцитација горњег дела подељеног нерва има супротан ефекат. На тај начин је установио постојање и вазодилататорних и вазоконстрикторних нерава.
Проучавање физиолошког дејства отрова такође га је интересовало, а његова пажња је била посвећена посебно курареу и гасу угљен-моноксид. Бернарду се приписује да је први описао афинитет угљен моноксида за хемоглобин 1857. године, иако је Џејмс Ват извео сличне закључке о афинитету хидрокарбоната за крв који делује као „протуотров за кисеоник“ 1794. пре открића угљен моноксида и хемоглобина.
Клод Бернар даје и основне поставке хомеостазе (механизма успостављања нарушеног склада у организму) око 1860. и улогу вегетативног нервног система у њеној регулацији.
Клод Бернар се сматра једним од главних иницијатора експерименталног приступа у истраживањима: Хипотетичко-дедуктивном приступу посматрања појава кроз; посматрање - хипотезу - експеримент - резултате - тумачење – закључак. Зато је Бернар заслужан и за развој експерименталне медицине јер је доказао да се тек након експерименталних испитивања могу проверити последице хипотезе.
Његово главно дело је „Увод у студије експерименталне медицине“, које је објављено у 25 издања, а преведено је и на многе језике света.

### Вивисекција
Бернардова научна открића настала су вивисекцијом, чији је он био главни заговорник у Европи у то време. Он је написао:
Физиолог није обичан човек. Он је учен човек, човек опседнут и заокупљен научном идејом. Он не чује крикове животиња од бола. Он је слеп за крв која тече. Он не види ништа осим своје идеје, и организама који од њега скривају тајне које је одлучио да открије.
Бернард је практиковао вивисекцију, на гађење своје жене и ћерки које су се вратиле кући и откриле да је вивисековао њиховог пса. Пар је званично раздвојен 1869. године, и његова супруга је наставила са активном кампањом против праксе вивисекције.
Његова супруга и ћерке нису биле једине које су се гадиле Бернардовим експериментима на животињама. Лекар-научник Џорџ Хоган провео је четири месеца посматрајући и радећи у Бернардовој лабораторији, и био је један од ретких савремених аутора који је забележио шта се тамо дешавало. Касније је био дирнут да напише да га је искуство у Бернардовој лабораторији учинило „спремним да види не само науку, већ чак и човечанство, како нестаје радије него да прибегне таквим средствима да је спасе“.

## Признања
За свој рад и заслуге у науци Бернар је изабран за члана Сената Француске 1865, затим и за члана Француске академије наука 1868. За своје заслуге у науци добитник је Коплијеве медаље 1876. Бернар је био и члан Краљевског друштва од 1864. Њему у част Универзитет у Лиону носи његово име.